# 奇蟾魚屬
奇蟾魚屬（学名：Allenbatrachus），為輻鰭魚綱蟾魚目蟾魚科的其中一属。

## 下属物种
- 印尼奇蟾魚 Allenbatrachus grunniens：又稱真蟾魚、裸蟾魚。
- 南方奇蟾魚 Allenbatrachus meridionalis
- 網紋奇蟾魚 Allenbatrachus reticulatus